# Krasseniwka
Krasseniwka (ukrainisch Красенівка; russisch Красеновка Krassenowka) ist ein Dorf in der ukrainischen Oblast Tscherkassy mit etwa 1000 Einwohnern (2006).
Krasseniwka liegt am Ufer des Irklij (Ірклій), einem 38 km langen Nebenfluss des Dnepr.
Am 12. Juni 2020 wurde das Dorf ein Teil der neugegründeten Siedlungsgemeinde Tschornobaj, bis dahin bildete es zusammen mit der Ansiedlung Iwaniwka (Іванівка) die gleichnamige Landratsgemeinde Krasseniwka (Красенівська сільська рада/Krasseniwska silska rada) im Norden des Rajons Tschornobaj.
Am 17. Juli 2020 kam es im Zuge einer großen Rajonsreform zum Anschluss des Rajonsgebietes an den Rajon Solotonoscha.

## Persönlichkeiten
Im Dorf kam am  26. September 1871 der Ringer Iwan Maximowitsch Poddubny zur Welt. 